# 布莱恩·安古洛
布莱恩·安古洛，全名布莱恩·阿莱克斯·安古洛·莱昂（Brayan Alexis Angulo León），哥伦比亚足球运动员，亦是国家队成员。目前效力于西甲俱乐部格蘭納達，场上司职左后卫。

## 职业生涯
布莱恩·安古洛在卡利美洲开始自己的职业生涯。随后，他前往葡萄牙，先后效力于两家葡萄牙俱乐部：博阿维斯塔和雷克索斯。
2009年夏，安古洛以租借的身份加入拉科鲁尼亚，合同中包含100万欧元买断球员所有权的条款。